# Diabrete

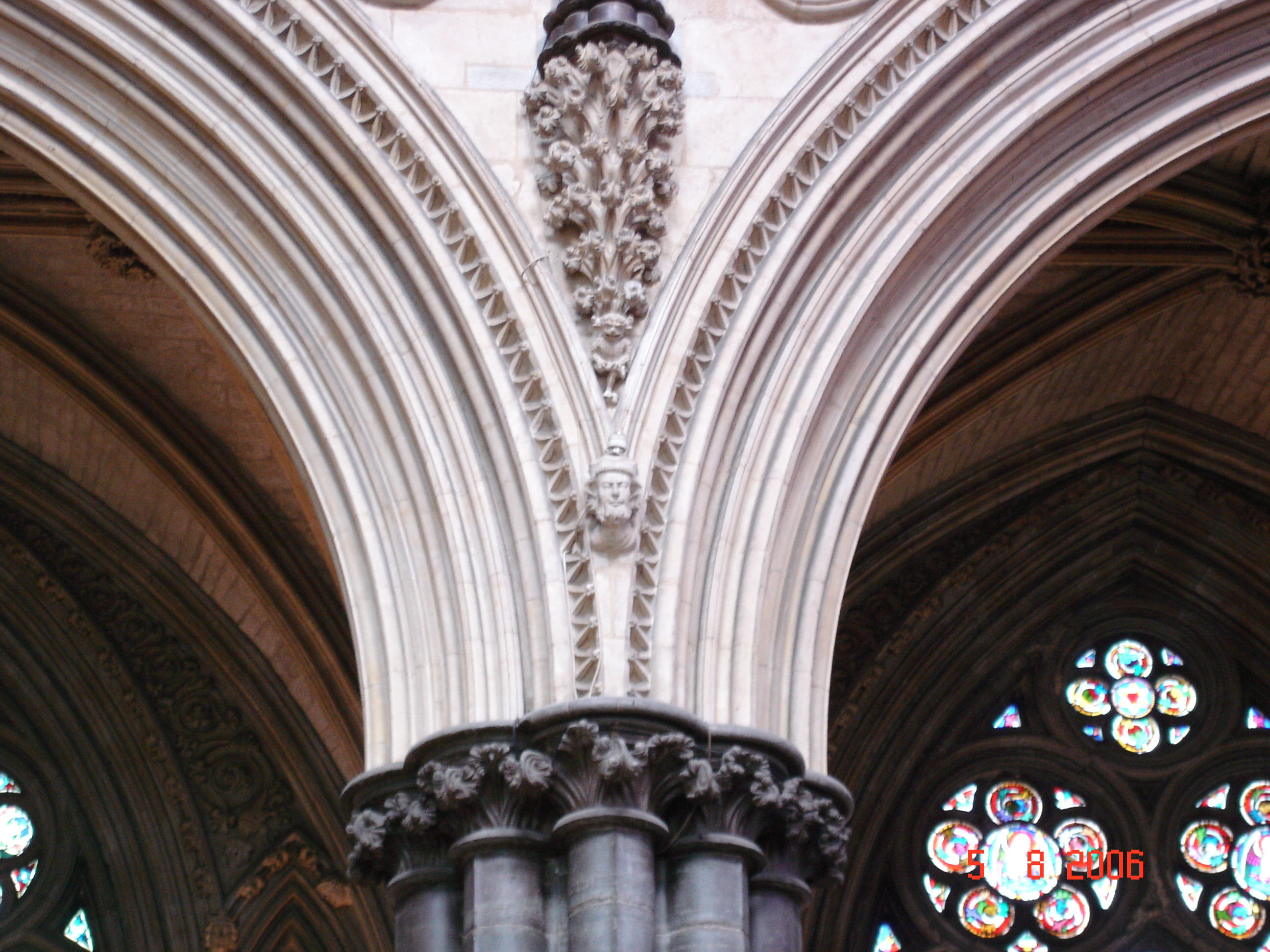
O Lincoln Imp (na base do "V")

Diabrete (em inglês: imp) é um ser mitológico semelhante a uma fada ou um demônio, frequentemente descrito no folclore e superstição. 
Diabretes geralmente são mais descritos como seres arteiros do que como ameaçadores, e como seres mais inofensivos do que seres sobrenaturais mais conhecidos. Os ajudantes do diabo às vezes são descritos como diabretes. Geralmente são descritos com pequena estatura e cheios de energia.